# 高橋博
高橋 博（たかはし ひろし、1913年10月11日 - 1982年10月1日）は、芸能評論家、話芸家、アナウンサー。日本演劇協会会員、日本大学芸術学部講師。愛称は、博さん（はくさん）。

## 経歴
銀座生まれ浅草育ち。1936年にNHK入局（同期に志村正順等）。
学生時代から芝居好きで、脚本なども書き、芝居の世界との付き合いもあったせいもあり、主に舞台中継、朗読を担当。抑制した口調と独特の間の置き方で「語り」の世界を作り上げた。
敗戦後、戦意高揚に関わった責任を取ってNHKを辞職。1954年にニッポン放送へ移籍。同時期に坂本荘、中村要輔（両名ともNHKの後輩。当時はラジオ東京）とともに東北放送で教育も行った。
ニッポン放送初代アナウンス室長、フジテレビ初代アナウンス室長（1958年より）、ニッポン放送編成局編成総務、ニッポン放送嘱託（フジテレビ編成局付）を歴任。1968年にニッポン放送を退職。
1969年から1979年まで、断続的に（計７回）芸術選奨文部科学大臣賞（大衆芸能部門 ）の審査員を務めた。
戸板康二の勧めから「語り」を芸として確立したいという熱意のもと、「物語」の語り手として三越名人会や鈴本演芸場、国立演芸場などの舞台に立ち、アナウンサー時代の名調子を聞かせたこともあった。立川談志からの評価も高かった。
1982年10月1日に脳卒中のため、東京都台東区元浅草の永寿病院で死去。

## 担当作品
- 舞台中継（NHK時代）
- 皇室関係行事の中継（中継）
- 在りし日の神風特別攻撃隊（1953年10月27日公開、新東宝、解説）
- 風雪十年 全勝吉葉山(1954年3月17日公開、新東宝、解説）
- 第二次世界大戦（1954年2月1日公開、解説）
- 軍神山本元帥と連合艦隊（1956年10月31日公開、新東宝、解説）
- われ真珠湾上空にあり　電撃作戦11号（1957年8月9日公開、解説）
- ルー・テーズ対力道山 世界選手権争奪戦(1957年10月公開、東映、解説）
- 天皇・皇后と日清戦争（1958年3月30日公開、新東宝)
- い号潜水艦　白骨の帰還（1958年8月10日公開、解説）
- 秋吉台（1959年6月13日公開、ナレーション）
- 富士の見える国(1959年、新東宝教育映画部・静岡県庁)
- 皇室と戦争とわが民族　1960年6月11日公開、新東宝)

## 著書
- 『アナウンサー』洋々社、1956年10月18日。NDLJP:2481254。
- 芸術教育叢書　大衆芸能 - その歩みと芸人たち（教育史料出版会、1980年11月）ISBN 9784876520589

## 関連人物
- 西澤實（盟友）
- 本田寿賀（NHK時代の部下・第3回紅白歌合戦紅組司会）
- 高橋圭三（NHK時代の後輩）
- 今井彬（ニッポン放送・フジテレビ時代の部下、後にフジテレビアナウンス室長）
- 山田祐嗣（同上）
- 東海林のり子（同上）
- 露木茂（フジテレビ入社当時、高橋に指導を受けた[9]）
- 髙木美智子（フジテレビ時代の部下）
- 内藤和美（高橋に師事[10]）
- 斉藤由織（同上[11]）
- 小栗久江（同上[12]）
- 西村奈歩（同上[13]）
- 塙野ひろ子（同上）
- 塚越孝（ニッポン放送アナウンサー(当時）、晩年の高橋と交流があった[14]）